# Setodes supattra
Setodes supattra är en nattsländeart som beskrevs av Schmid 1987. Setodes supattra ingår i släktet Setodes och familjen långhornssländor. Inga underarter finns listade i Catalogue of Life.